# Рипли (Западна Вирџинија)
Рипли (енгл. Ripley) град је у америчкој савезној држави Западна Вирџинија.

## Демографија
По попису из 2010. године број становника је 3.252, што је 11 (-0,3%) становника мање него 2000. године.
| Група             | 2000.         | 2010.         |
| Белци             | 3.195 (97,9%) | 3.187 (98,0%) |
| Афроамериканци    | 2 (0,1%)      | 6 (0,2%)      |
| Азијати           | 7 (0,2%)      | 12 (0,4%)     |
| Хиспаноамериканци | 21 (0,6%)     | 17 (0,5%)     |
| Укупно            | 3.263         | 3.252         |